# Digitaria panicea
Digitaria panicea är en gräsart som först beskrevs av Olof Swartz, och fick sitt nu gällande namn av Ignatz Urban. Digitaria panicea ingår i släktet fingerhirser, och familjen gräs. Inga underarter finns listade i Catalogue of Life.